# Вајфертова пивара
Прва српска парна пивара Ђорђа Вајферта, позната и под именом Вајфертова пивара, основана је 1873. године. Налазила се на простору данашњег Мостара на Сењаку, на коме се данас налази Београдска индустрија пива, познатија као БИП. Носи назив парна пивара јер су се у њој за кување пива користили модерни казани, загревани на пари. Постојала је све до 1947. године када је из приватног прешла у државно власништво, чиме је дошло до промене у дотадашњем начину пословања и власничкој структури. Вајфертова пивара је означила почетак индустријске производње пива у Београду.

## Историјат

### Оснивање пиваре
Фамилија Вајферт се истиче у својој пиварској традицији која датира од 1847. године, када је Игњат Вајферт, отац Ђорђа Вајферта, откупио Панчевачку пивару од свог рођака Игњаца Хајзера фон Кудриција. Након више од једне и по деценије пословања Игњат је дошао у Београд и у закуп узео Кнежеву пивару 1865. године. Кнежева пивара је била већа и модернија од конкурентске Мале пиваре, чији је власник у то време био Филип Ђорђевић. Пошто је обим посла у обе пиваре порастао, Игњат је одлучио да старијег сина Ђорђа пошаље на стручно усавршавање на Пољопривредној академији у Вајнштефану- пиварски одсек. Циљ му је био да након усавршавања Ђорђе преузме управу над пословима и пиваром у Београду. Продаја пива је ишла одлично, али мануелна производња није могла произвести довољне количине пива. Игњат је стога одлучио да крајем 60-их година 19. века од београдског адвоката Петра Марковића купи плац Смутековац са малом пивницом-кафаном. Његова намера је била да започне изградњу нове пиваре на парни погон.
Смутековац је данашњи Мостар на Сењаку који је био богат водом, а у близини је протицао и Мокролушки поток. Управо због воде, као главне сировине за производњу пива, Игњат је и одабрао ово место. Године 1871. започео је печење цигле која је била неопходна за изградњу пиваре и пратећих објеката. За потребе печења цигле морао је да затражи заузето земљиште уз надокнаду од Општине београдске. Општински одбор је 19. фебруара 1872. године донео одлуку о уступању дела земљишта бесплатно, док је другу парцелу Игњат морао да плати 450 дуката, уз могућност укњижбе на сина Ђорђа. Одлуку је подржао 21 одборник, а један је био против.
Изградња пиваре је започета крајем 1871. или почетком 1872. године, док је производња пива започета 1873. године. О оснивању пиваре сведоче два извора. Први је новински оглас Првог српског пиварског друштва у ком се пивара помиње као туђин, односно њихова јака конкуренција, а други је план за калдрмисање Улице Код три кључа у коме се јасно помиње и Вајфертова пивара на Топчидерском друму. Ђорђе Вајферт је као будући власник Пиваре примио српско поданство и отпочео своју каријеру 11. фебруара 1873. године. Првих година рада пиваре, Ђорђе није могао у потпуности да се посвети раду па га је у томе мењао отац. Године 1874. отишао је на одслужење војног рока, а у периоду од 1876. до 1878. године учествовао је у српско-турском рату.
Велики напредак у индустријској производњи означио је прелазак са класичних на модерније казане у којима је пиво кувано загревањем помоћу паре. Да би обезбедио угаљ неопходан за покретање производње Ђорђе је 1873. године склопио посао са Фрањом Вштечким, власником концесије на ископ угља у руднику Костолац. Пошто последњих деценија 19. века није било машина за хлађење и прављење леда, Ђорђе је морао да користи дуге и хладне зиме како би се снабдео ледом. Пре првих мразева радници су калупе дужине 1 m, а ширине и дебљине 20 cm потапали у Саву. Једна од локација се налазила на Чукарици, на ушћу Топчидерске реке у Саву. Када би се лед ухватио калупи би били вађени из реке. Лед се одлагао у такозвану Вајфертову пећину, ледару на Ташмајдану. Лед је служио за хлађење скуване сладовине тако што је прво допреман у пивару, а затим стављан у швимере, дубоке цилиндричне судове. Судови су затим смештани у каце са пивом. Лед је уз пиво продаван гостионичарима и механџијама током пивске сезоне.
Проблем са ледом је Вајфертова пивара прва решила 1895. године. Те године је постављена примитивна инсталација за производњу леда система линде (linde) на амонијак. Производња је обухватала свега 45.000 фригорита на сат. Када је додат нови компресор истог капацитета, инсталација је додатно појачана.
Отворена су стоваришта у Дечанској улици у Београду, затим код доктора Грофера у Шапцу, али и у осталим већим градовима Кнежевине Србије, са циљем лакше дистрибуције и продаје пива.

## Архитектура
Пивара се налазила на погодном положају у близини воде која је најважнија сировина у производњи пива. Изграђена је плански са свим неопходним објектима који омогућавају нормалан процес производње пива. Пивара је поседовала основна одељења, пунионице, варионице, врионо-лежни подрум, котларнице, али и одељења попут качарске радионице за прављење буради за пиво, магацин, занатску радионицу, шталу и велики број коња, велики број запрежних кола за развоз произведеног пива. Пивара је уместо примитивних казана за кување пива користила модерне који су загревани помоћу паре, која је убрзала и појефтинила производњу. Управо овакав прелазак на парни погон представљао је огроман модернизацијски и технолошки напредак у гранама индустријске производње.
Старе дрвене каце које су служиле за одлагање пива нису се више користиле, а уместо њих су направљене велике и простране каце, израђене у бетону, изнутра обложене смоластом материјом. У ове каце је било могуће лагеровати чак 300 вагона пива. У склопу пиваре изграђена је и добро опремљена сладара која је поседовала аутоматску машину за пречишћавање јечма. Пивара је била опремљена најсавременијим Немачким машинама попут парне машине из Машинске фабрике у Нирнбергу (MAN), парног котла Штајнмилер (нем. Steinmüller) итд. Производни капацитет пиваре био је око 40.000 хектолитара пива годишње, док је укупна погонска снага износила 75 ks.